# UK Open 2017
Het UK Open 2017, ook bekend onder de naam Coral UK Open vanwege de sponsor Coral, was de vijftiende editie van het UK Open Darts. Het toernooi werd gehouden van 3 tot 5 maart 2017 in Minehead, Butlins Resort. Het toernooi heeft "De FA Cup van het darts" als bijnaam, vanwege de willekeurige loting die na elke ronde plaatsvindt tot de finale.
De titelverdediger zou Michael van Gerwen zijn. Hij moest echter verstek laten gaan vanwege een rugblessure. Zijn plek werd niet ingevuld.

## Prijzengeld
Voor de vijftiende editie van de UK Open bedroeg het totale prijzengeld £350.000,-.
| Plaats (aantal spelers) | Plaats (aantal spelers) | Prijzengeld (Totaal: £350.000) |
| ----------------------- | ----------------------- | ------------------------------ |
| Winnaar                 | (1)                     | £70.000                        |
| Runner-up               | (1)                     | £35.000                        |
| Halvefinalist           | (2)                     | £17.500                        |
| Kwartfinalist           | (4)                     | £11.500                        |
| Laatste 16              | (8)                     | £6.500                         |
| Laatste 32              | (16)                    | £3.500                         |
| Laatste 64              | (32)                    | £1.750                         |
|                         |                         |                                |
| 9-darter                | (1)                     | £10,000                        |

## Qualifiers

### UK Open kwalificatie
Er werden zes kwalificatie toernooien gehouden in februari 2017 voor de  UK Open Order of Merit. De winnaars van deze toernooien waren:
| No. | Datum                | Locatie                 | Winnaar            | Uitslag | Runner-up        |
| --- | -------------------- | ----------------------- | ------------------ | ------- | ---------------- |
| 1   | Vrijdag 3 februari   | Wigan, Robin Park Arena | Peter Wright       | 6–4     | Adrian Lewis     |
| 2   | Zaterdag 4 februari  | Wigan, Robin Park Arena | Simon Whitlock     | 6–4     | Gary Anderson    |
| 3   | Zondag 5 februari    | Wigan, Robin Park Arena | Peter Wright       | 6–5     | Michael Smith    |
| 4   | Vrijdag 10 februari  | Wigan, Robin Park Arena | Michael van Gerwen | 6–3     | Gary Anderson    |
| 5   | Zaterdag 11 februari | Wigan, Robin Park Arena | Simon Whitlock     | 6–3     | Ronny Huybrechts |
| 6   | Zondag 12 februari   | Wigan, Robin Park Arena | Peter Wright       | 6–3     | James Wade       |

### UK Open Order of Merit 1-32
De nummers 1 t/m 32 van de UK Open Order of Merit moesten pas bij de laatste 64 instromen.
| 1. Peter Wright 2. Simon Whitlock 3. Michael van Gerwen 4. Gary Anderson 5. Michael Smith 6. James Wade 7. Ian White 8. Adrian Lewis | 1. Raymond van Barneveld 2. Mervyn King 3. Steve Beaton 4. Dave Chisnall 5. Jelle Klaasen 6. Benito van de Pas 7. Rob Cross 8. Gerwyn Price | 1. Darren Webster 2. Kim Huybrechts 3. Ronny Huybrechts 4. Alan Norris 5. Brendan Dolan 6. John Henderson 7. Kyle Anderson 8. Kevin Painter | 1. Cristo Reyes 2. Christian Kist 3. Chris Quantock 4. Chris Dobey 5. Ricky Evans 6. Joe Cullen 7. Mike Todd 8. Ryan Searle |

### UK Open Order of Merit 33-64
De nummers 33 t/m 64 van de UK Open Order of Merit moesten bij de laatste 96 instromen.
| 1. Stephen Bunting 2. Richard North 3. Mark Webster 4. William O'Connor 5. Robert Thornton 6. Daryl Gurney 7. Ryan Palmer 8. Peter Hudson | 1. Vincent van der Voort 2. Stuart Kellett 3. Mick McGowan 4. Scott Taylor 5. Andy Jenkins 6. Andrew Gilding 7. David Pallett 8. Zoran Lerchbacher | 1. Dirk van Duijvenbode 2. Jamie Lewis 3. Barrie Bates 4. Jeffrey de Graaf 5. Steve Lennon 6. Jan Dekker 7. John Michael 8. Mark Barilli | 1. Ted Evetts 2. Terry Jenkins 3. Matthew Dennant 4. Devon Petersen 5. Kirk Shepherd 6. Justin Pipe 7. Ross Twell 8. Martin Lukeman |

### UK Open Order of Merit 65-96
De nummers 65 t/m 96 van de UK Open Order of Merit moesten bij de laatste 128 instromen.
| 1. Kai Fan Leung 2. Jermaine Wattimena 3. Rob Hewson 4. Darren Johnson 5. Vincent Kamphuis 6. Yordi Meeuwisse 7. Tony Newell 8. Royden Lam | 1. Matt Padgett 2. Keegan Brown 3. Jeffrey de Zwaan 4. Ron Meulenkamp 5. Ryan Murray 6. Ritchie Edhouse 7. Paul Rowley 8. Alan Tabern | 1. Antonio Alcinas 2. Ronnie Baxter 3. Jamie Caven 4. Jonny Clayton 5. Joe Davis 6. Paul Harvey 7. Ryan Meikle 8. James Richardson | 1. James Wilson 2. Brian Woods 3. Wayne Jones 4. Jamie Bain 5. Lee Bryant 6. Mark Frost 7. Jonathan Worsley 8. Paul Milford |

### Riley kwalificatie
Er waren 32 plaatsen te vergeven via de Riley kwalificatie's die werden gehouden in het Verenigd Koninkrijk. Deze qualifiers moesten bij de laatste 128 instromen.
| - Lee Evans - Dan Read - Steve Maish - Dave Prins - Gary Eastwood - Gareth Pass - Neil Smith - Ben Green | - Wayne Morris - Alex Roy - James Carroll - Kevin Edwards - Nicky Bell - Brandon Walsh - Paul Hogan - Scott Robertson | - Jimmy McKirdy - Paul Cartwright - Paul Barham - Brian Dawson - Johnny Haines - Andy Roberts - Martin Biggs - Dave Parletti | - Darryl Pilgrim - John Ferrell - Mark Layton - Brett Claydon - Andrew Davidson - Damian Smith - Kevin Bambrick - Dean Reynolds |

## Loting

### Vrijdag 3 maart

#### Eerste ronde (laatste 128)
In de eerste ronde werd gespeeld over de best of 11 legs. 
| Speler         | Uitslag | Speler           |  | Speler             | Uitslag | Speler           |
| -------------- | ------- | ---------------- |  | ------------------ | ------- | ---------------- |
| Jamie Caven    | 6 - 3   | Dan Read         |  | Mark Frost         | 6 - 4   | Jamie Bain       |
| Wayne Jones    | 6 - 5   | Lee Bryant       |  | Antonio Alcinas    | 4 - 6   | James Richardson |
| Alex Roy       | 6 - 1   | Kevin Edwards    |  | Dean Reynolds      | 6 - 2   | Andy Roberts     |
| Ron Meulenkamp | 6 - 1   | Royden Lam       |  | Paul Hogan         | 6 - 3   | Keegan Brown     |
| Ryan Murray    | 6 - 5   | John Ferrell     |  | Alan Tabern        | 6 - 4   | Scott Robertson  |
| Johnny Haines  | 6 - 0   | Wayne Morris     |  | Rob Hewson         | 6 - 4   | Ritchie Edhouse  |
| Joe Davis      | 6 - 2   | Paul Harvey      |  | Yordi Meeuwisse    | 6 - 4   | Martin Biggs     |
| James Carroll  | 6 - 3   | Brandon Walsh    |  | Paul Barham        | 6 - 4   | Brett Claydon    |
| James Wilson   | 6 - 4   | Gary Eastwood    |  | Darren Johnson     | 6 - 5   | Jeffrey de Zwaan |
| Paul Milford   | 6 - 3   | Brian Dawson     |  | Tony Newell        | 6 - 4   | Mark Layton      |
| Matt Padgett   | 6 - 2   | Paul Cartwright  |  | Ronnie Baxter      | 6 - 5   | Paul Rowley      |
| Jonny Clayton  | 6 - 1   | Jimmy McKirdy    |  | Jermaine Wattimena | 6 - 1   | Kai Fan Leung    |
| Kevin Bambrick | 6 - 5   | Nicky Bell       |  | Ben Green          | 6 - 4   | Darryl Pilgrim   |
| Lee Evans      | 6 - 5   | Andrew Davidson  |  | Jonathan Worsley   | 6 - 4   | Dave Prins       |
| Brian Woods    | 6 - 3   | Damian Smith     |  | Neil Smith         | 6 - 4   | Steve Maish      |
| Ryan Meikle    | 6 - 3   | Vincent Kamphuis |  | Dave Parletti      | 6 - 2   | Gareth Pass      |

#### Tweede ronde (laatste 96)
In de tweede ronde werd gespeeld over de best of 11 legs. 
| Speler             | Uitslag | Speler            |  | Speler                | Uitslag | Speler           |
| ------------------ | ------- | ----------------- |  | --------------------- | ------- | ---------------- |
| Daryl Gurney       | 6 - 3   | Ryan Palmer       |  | Mark Webster          | 6 - 2   | Stephen Bunting  |
| Robert Thornton    | 6 - 0   | Kevin Bambrick    |  | Vincent van der Voort | 6 - 5   | James Wilson     |
| Kirk Shepherd      | 6 - 3   | Mark Barilli      |  | Dirk van Duijvenbode  | 6 - 4   | Stuart Kellett   |
| Ted Evetts         | 6 - 3   | Paul Milford      |  | Justin Pipe           | 6 - 0   | Ryan Meikle      |
| David Pallett      | 6 - 4   | Andy Jenkins      |  | John Michael          | 6 - 5   | Peter Hudson     |
| Matthew Dennant    | 6 - 4   | Zoran Lerchbacher |  | Paul Hogan            | 6 - 4   | Jamie Lewis      |
| Barrie Bates       | 6 - 3   | Jeffrey de Graaf  |  | Johnny Haines         | 6 - 3   | Darren Johnson   |
| Wayne Jones        | 6 - 2   | Terry Jenkins     |  | Ronnie Baxter         | 6 - 3   | Richard North    |
| William O'Connor   | 6 - 2   | Steve Lennon      |  | Andrew Gilding        | 6 - 4   | Ryan Murray      |
| Paul Barham        | 6 - 5   | Scott Taylor      |  | Mick McGowan          | 6 - 4   | Dean Reynolds    |
| Ross Twell         | 6 - 4   | Joe Davis         |  | James Richardson      | 6 - 1   | Neil Smith       |
| Ron Meulenkamp     | 6 - 4   | Lee Evans         |  | Rob Hewson            | 6 - 5   | Jan Dekker       |
| Martin Lukeman     | 6 - 5   | Matt Padgett      |  | Jonny Clayton         | 6 - 3   | Mark Frost       |
| Brian Woods        | 6 - 4   | Tony Newell       |  | Alex Roy              | 6 - 4   | Dave Parletti    |
| Jamie Caven        | 6 - 0   | Ben Green         |  | Alan Tabern           | 6 - 3   | James Carroll    |
| Jermaine Wattimena | 6 - 2   | Devon Petersen    |  | Yordi Meeuwisse       | 6 - 4   | Jonathan Worsley |

#### Derde ronde (laatste 64)
In de derde ronde werd er gespeeld over de best of 19 legs.
| Speler                | Uitslag | Speler          |  | Speler                | Uitslag | Speler             |
| --------------------- | ------- | --------------- |  | --------------------- | ------- | ------------------ |
| Simon Whitlock        | 10 - 2  | Chris Quantock  |  | Peter Wright          | 10 - 3  | James Richardson   |
| Adrian Lewis          | 10 - 8  | James Wade      |  | Paul Hogan            | 10 - 9  | Gary Anderson      |
| Daryl Gurney          | 10 - 2  | Alex Roy        |  | Chris Dobey           | 10 - 8  | Kevin Painter      |
| Joe Cullen            | 10 - 2  | Robert Thornton |  | Dave Chisnall         | 10 - 4  | Jamie Caven        |
| Raymond van Barneveld | 10 - 6  | Barrie Bates    |  | William O'Connor      | 10 - 3  | Mike Todd          |
| Jermaine Wattimena    | 10 - 7  | Kyle Anderson   |  | Ryan Searle           | 10 - 7  | Mick McGowan       |
| Dirk van Duijvenbode  | 10 - 5  | Christian Kist  |  | Ronnie Baxter         | 10 - 8  | Darren Webster     |
| Jelle Klaasen         | 10 - 7  | Jonny Clayton   |  | Vincent van der Voort | 10 - 4  | Ronny Huybrechts   |
| Ian White             | 10 - 2  | Paul Barham     |  | Alan Norris           | 10 - 2  | Yordi Meeuwisse    |
| Martin Lukeman        | 10 - 9  | Rob Hewson      |  | David Pallett         | 10 - 6  | Steve Beaton       |
| Michael Smith         | 10 - 4  | John Henderson  |  | Kim Huybrechts        | 10 - 8  | Brian Woods        |
| John Michael          | 10 - 9  | Brendan Dolan   |  | Kirk Shepherd         | 10 - 8  | Wayne Jones        |
| Rob Cross             | 10 - 5  | Johnny Haines   |  | Alan Tabern           | 10 - 7  | Mervyn King        |
| Benito van de Pas     | 10 - 6  | Matthew Dennant |  | Ted Evetts            | 10 - 5  | Andrew Gilding     |
| Mark Webster          | 10 - 9  | Ross Twell      |  | Gerwyn Price          | 10 - 5  | Justin Pipe        |
| Ron Meulenkamp        | 10 - 7  | Ricky Evans     |  | Cristo Reyes          | bye     | Michael van Gerwen |

### Zaterdag 4 maart

#### Vierde ronde (laatste 32)
In de vierde ronde werd er gespeeld over de best of 19 legs.
| Speler                | Uitslag | Speler                |  | Speler             | Uitslag | Speler               |
| --------------------- | ------- | --------------------- |  | ------------------ | ------- | -------------------- |
| Mark Webster          | 3 - 10  | Daryl Gurney          |  | Benito van de Pas  | 5 - 10  | Alan Norris          |
| Raymond van Barneveld | 10 - 3  | Ron Meulenkamp        |  | Dave Chisnall      | 5 - 10  | Peter Wright         |
| Gerwyn Price          | 10 - 4  | David Pallett         |  | Kim Huybrechts     | 10 - 1  | Ted Evetts           |
| Jelle Klaasen         | 9 - 10  | Vincent van der Voort |  | Paul Hogan         | 10 - 6  | Adrian Lewis         |
| Ronnie Baxter         | 6 - 10  | William O'Connor      |  | Chris Dobey        | 5 - 10  | Martin Lukeman       |
| Joe Cullen            | 10 - 5  | Cristo Reyes          |  | Simon Whitlock     | 10 - 6  | Dirk van Duijvenbode |
| Alan Tabern           | 10 - 6  | John Michael          |  | Ryan Searle        | 5 - 10  | Rob Cross            |
| Kirk Shepherd         | 7 - 10  | Ian White             |  | Jermaine Wattimena | 8 - 10  | Michael Smith        |

#### Vijfde ronde (laatste 16)
In de vijfde ronde werd er gespeeld over de best of 19 legs.
| Speler         | Uitslag | Speler           |  | Speler        | Uitslag | Speler                |
| -------------- | ------- | ---------------- |  | ------------- | ------- | --------------------- |
| Paul Hogan     | 6 - 10  | Gerwyn Price     |  | Alan Tabern   | 7 - 10  | Raymond van Barneveld |
| Ian White      | 10 - 3  | Martin Lukeman   |  | Michael Smith | 6 - 10  | Alan Norris           |
| Kim Huybrechts | 10 - 9  | Joe Cullen       |  | Daryl Gurney  | 10 - 5  | Vincent van der Voort |
| Simon Whitlock | 10 - 7  | William O'Connor |  | Rob Cross     | 6 - 10  | Peter Wright          |

### Zondag 5 maart

#### Kwartfinale
In de kwartfinale werd er gespeeld over de best of 19 legs. 
| Speler         | Score  | Speler                |
| -------------- | ------ | --------------------- |
| Kim Huybrechts | 9 - 10 | Alan Norris           |
| Ian White      | 9 - 10 | Gerwyn Price          |
| Simon Whitlock | 9 - 10 | Daryl Gurney          |
| Peter Wright   | 10 - 8 | Raymond van Barneveld |

#### Halve finale en finale
|  | Halve finale (best of 21 legs) | Halve finale (best of 21 legs) |  |                     | Finale (best of 21 legs) | Finale (best of 21 legs) |
|  |                                |                                |  |                     |                          |                          |
|  |                                |                                |  |                     |                          |                          |
|  | Gerwyn Price 95.97             | 11                             |  |                     |                          |                          |
|  | Alan Norris 93.25              | 9                              |  |                     |                          |                          |
|  |                                |                                |  |                     | Gerwyn Price 97.78       | 6                        |
|  |                                |                                |  | Peter Wright 100.55 | 11                       |                          |
|  | Daryl Gurney 98.89             | 5                              |  |                     |                          |                          |
|  | Peter Wright 100.77            | 11                             |  |                     |                          |                          |

2003 · 2004 · 2005 · 2006 · 2007 · 2008 · 2009 · 2010 · 2011 · 2012 · 2013 · 2014 · 2015 · 2016 · 2017 · 2018 · 2019 · 2020 · 2021 · 2022 · 2023 · 2024 · 2025